# عبد الله الشايع
عبد الله الشايع مواليد 1964، هو دراج سعودي سابق، مثل السعودية في الألعاب الأولمبية الصيفية 1984 التي أقيمت في لوس أنجلوس حيث شارك في سباق الدراجات على الطريق للفردي.

## روابط خارجية
- عبد الله الشايع على موقع إحصائيات الدراجات الإحترافية (الإنجليزية)
- عبد الله الشايع على موقع أوليمبيديا (الإنجليزية)